# Aufstandsbekämpfung

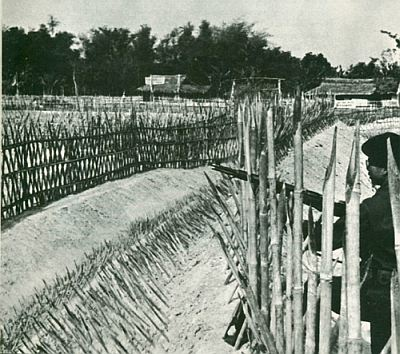
Ein Wall des Strategic-Hamlet-Programmes im Vietnamkrieg, das auf den Theorien von Sir Robert Thompson basierte

Unter Aufstandsbekämpfung (oder auch englisch Counterinsurgency – COIN) versteht man verschiedene Taktiken und Strategien zur Bekämpfung von bewaffneten Aufständen.
Die Bekämpfung von Aufständischen durch reguläres Militär bildet einen eigenen Zweig in der Militärtheorie. Die Aufstandsbekämpfung gehört dabei zum umfangreicheren Gebiet der asymmetrischen Kriegführung. Viele Armeen haben Spezialeinheiten, die auf diese Art des Kampfes spezialisiert sind. Weil sich die Maßnahmen in der Regel auf die Abwehr einer Gefahr aus Teilen der eigenen Bevölkerung oder der eines besetzten Territoriums richten, vermischen sich häufig die Aufgaben von Polizei, Inlandsgeheimdiensten und Militär. Manche Konzepte der Aufstandsbekämpfung setzen auf menschenrechtsverletzende Methoden, etwa die französische Doktrin. Teilweise mündeten derartige Maßnahmen auch in sogenannte Schmutzige Kriege gegen jegliche Arten von Widerständlern oder rein politische Gegner der jeweiligen Regierung.

## Geschichte der Aufstandsbekämpfungs-Theorie

### Charles William Gwynn und Imperial Policing
Charles William Gwynn veröffentlichte 1934 sein Werk Imperial Policing, das offiziellen Charakter besaß, in dem er diverse Aufstände gegen die britische Kolonialherrschaft ab 1919 untersucht.
1. Der Vorrang von zivilen vor militärischen Maßnahmen.
2. Der Gebrauch minimaler Gewaltanwendung.
3. Die Notwendigkeit von entschlossenem und zeitlich koordiniertem Handeln, um nicht die Kontrolle über die politische Lage zu verlieren.
4. Die Notwendigkeit der Koordination von politischen und militärischen Maßnahmen.

Das Konzept, Personal sparend Luftstreitkräfte gegen primitiv bewaffnete Aufständische einzusetzen, war auch ein Ergebnis des Ersten Weltkriegs, in dem Großbritannien mit gut 870.000 Toten mehr Verluste erlitten hatte als in jedem Krieg zuvor oder danach. Aufstände in den Kolonien sollten möglichst schnell und effektiv niedergeschlagen werden, da Gwynn erkannte, dass die (Unabhängigkeits-)Propaganda von Aufständischen in der Regel wirksamer war als die eigene.
Wingate führte 1938 während der britischen Mandatsherrschaft über Palästina Spezialeinheiten, die Special Night Squads, verstärkt durch Freiwillige der Hagana, zur Bekämpfung eines arabischen Aufstands. Sein offensives Counter-Insurgency-Konzept ging in Ausbildung und Einsatzdoktrin der Israel Defence Forces ein.

### Basil Liddell Hart
Ein weiterer Pionier in der Strategie der Aufstandsbekämpfung war Basil Liddell Hart, der in der zweiten Auflage seines Buches Strategy: The Indirect Approach (1954?) einer populären Aufstandsbewegung einen strategischen Vorteil gegenüber ausländischen Invasoren einräumt.

### Französische Doktrin
Einer der ersten Strategen der Aufstandsbekämpfung war David Galula, der in den 1960er Jahren in verschiedenen Arbeiten seine Erfahrungen im Algerienkrieg verarbeitete. Auch für Roger Trinquier war der Algerienkrieg eine wesentliche Erfahrungsquelle für sein Buch La guerre moderne, das die „Französische Doktrin“ maßgeblich beeinflusst hat.

### Robert Grainger Ker Thompson
Ebenfalls wichtig für die Theorie der Aufstandsbekämpfung war Robert Grainger Ker Thompson. Er war Berater der südvietnamesischen und amerikanischen Regierung im Vietnamkrieg und veröffentlichte 1966 das Buch Defeating Communist Insurgency.

### FM 3-24 Counterinsurgency

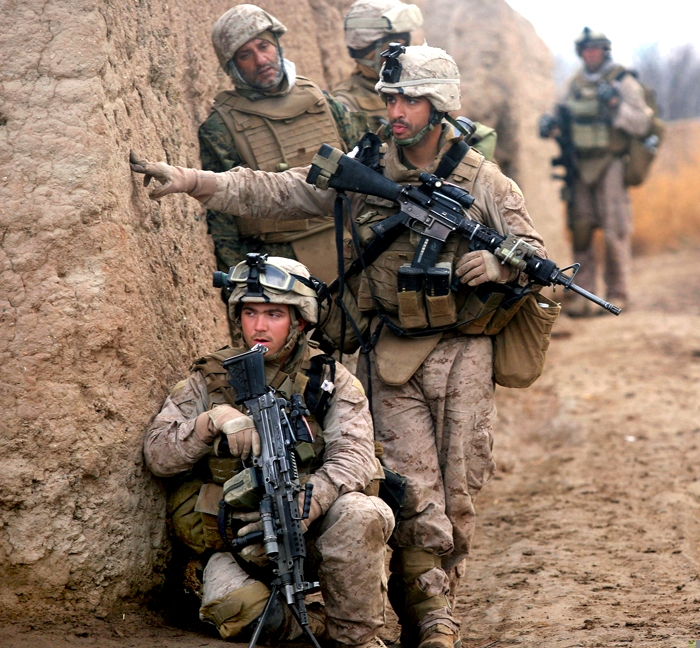
US-Marines auf Patrouille (Februar 2010)

2006 gaben die amerikanischen Generäle David H. Petraeus und James F. Amos ein Handbuch zur Aufstandsbekämpfung mit dem Titel FM 3-24 Counterinsurgency heraus, das ab Anfang 2007 bei der Besetzung des Iraks erfolgreich angewendet wurde. Nichtsdestoweniger kann der US Counterinsurgency im Irak kein Erfolg attestiert werden, da in der Folge des amerikanischen Truppenabzuges ein Aufstand begann, der mit dem Erstarken des sogenannten Islamischen Staats seinen Höhepunkt erreichte.

## Praxis
Aufstandsbekämpfung ist und war ein zentrales Element in folgenden Kriegen und Konflikten (nicht vollständig):
- Napoleonische Kriege auf der Iberischen Halbinsel
- US-Militärintervention in Nicaragua 1926–1933
- Nahostkonflikt
- Indonesischer Unabhängigkeitskrieg
- Algerienkrieg
- Indochinakrieg
- Bewaffneter Konflikt in Kolumbien z. B. Plan de Consolidacion Integral de la Macarena
- Portugiesischer Kolonialkrieg
- Vietnamkrieg
- Sowjetisch-Afghanischer Krieg
- Contra-Krieg
- Bürgerkrieg in Guatemala
- Bürgerkrieg in El Salvador
- „Schmutziger Krieg“ in Argentinien
- Algerischer Bürgerkrieg ab 1991
- Erster und Zweiter Tschetschenienkrieg
- Besetzung des Irak 2003–2011
- Krieg in Afghanistan seit 2001
- Türkei-PKK-Konflikt
- Nordirlandkonflikt
- Kongokrieg
- Bürgerkrieg in Libyen
- Bürgerkrieg in Syrien
- Dhofar-Aufstand

## Kontroversen
Es gibt zahlreiche Beispiele dafür, dass in politisch instabilen Ländern, Militärdiktaturen oder autoritär geführten Staaten die Existenz einer relativ kleinen radikalen oder bewaffneten Widerstandsgruppe den jeweils Machthabenden als Vorwand dient, gegen alle, auch die friedlichen Oppositionellen mit den Mitteln der Aufstandsbekämpfung vorzugehen.  Hierbei können unterschiedliche Techniken der asymmetrischen Kriegsführung zum Einsatz kommen. Eines der bekanntesten Beispiele für solch einen missbräuchlichen Einsatz einer Counterinsurgency-Strategie ist die Zeit der argentinischen Militärdiktatur, während der etwa 30.000 Menschen spurlos verschwanden, überwiegend linke und liberale Oppositionelle. Als Bezeichnung für eine derartige Vorgehensweise hat sich der Begriff Schmutziger Krieg etabliert.
Es gibt auch Beispiele, bei denen oligarche oder plutokratische Machteliten die von ihnen kontrollierten staatlichen Organe missbrauchten, um durch verdeckte Operationen unter falscher Flagge selbst eine Insurrektion zu initiieren oder zu unterstützen, um darüber einen Vorwand für ein gewaltsames Eingreifen gegen beliebige politische Gegner zu erhalten.